# Alcides zodiaca
Alcides zodiaca är en fjärilsart som beskrevs av Butler 1869. Alcides zodiaca ingår i släktet Alcides och familjen Uraniidae. Inga underarter finns listade i Catalogue of Life.